# Team Tvis Holstebro
Team Tvis Holstebro ist ein dänischer Handballverein aus Holstebro. 

## Geschichte
Team Tvis Holstebro wurde im Jahr 2000 aus den Handballabteilungen der Vereine Tvis KFUM und Holstebro Håndbold 90 (kurz HH90) gegründet. Die Herrenabteilung spielte durchgehend in der höchsten dänischen Spielklasse, wobei der 3. Platz in der Saison 2008/09 die beste Platzierung war. 2008 und 2017 gewann Holstebro den dänischen Pokal.
Die Damen-Abteilung spielt seit der Saison 2009/10 wieder in der höchsten dänischen Spielklasse, der GuldBageren Ligaen. Zuvor stieg TTH in den Jahren 2001 und 2006 in die höchste dänische Liga auf, konnten jedoch in der darauffolgenden Saison die Spielklasse nicht halten. In der Saison 2010/11 erreichte TTH das Finale des EHF-Pokals, scheiterte dort jedoch am Ligarivalen FC Midtjylland Håndbold. Zwei Jahre später stand das Team wiederum im EHF-Pokalfinale, diesmal setzte sich TTH jedoch erfolgreich gegen Metz Handball durch. Am 1. Juli 2020 spaltete sich die Damenabteilung von TTH ab und tritt seitdem für den Stammverein HH90 an.
Die Jugendmannschaft der Altersklasse Dame Ynglinge gewann 2007 die dänische Meisterschaft.

## Bekannte ehemalige Spieler
- Torbjørn Bergerud
- Lars Erik Bjørnsen
- Michael Damgaard
- Jonas Larholm
- Aaron Mensing
- Petar Nenadić
- Jesper Nøddesbo
- Lars Rasmussen
- Kay Smits
- Patrick Wiesmach

## Bekannte ehemalige Spielerinnen
- Debbie Klijn
- Kristina Kristiansen
- Lærke Møller
- Ann Grete Nørgaard